# 利米亚纳
利米亚纳，是西班牙加泰罗尼亚莱里达省的一个市镇。 总面积41平方公里，总人口141人（2001年），人口密度3人/平方公里。